# ГЕС Järpströmmens
ГЕС Järpströmmens – гідроелектростанція у центральній частині Швеції в провінції (лені) Ємтланд. Розташована між ГЕС Juvelns (вище по течії) та ГЕС Morsil, входить до складу каскаду на одній з найважливіших річок країни Індальсельвен. Є єдиною з потужністю понад 50 МВт у верхній течії зазначеної річки (до впадіння у озеро Стуршен).
Ресурс для роботи станції накопичується в озері Калльшен, рівень води в якому піднято греблею. Це сховище з показником 6,1 млрд м3 є восьмою за об’ємом внутрішньою водоймою Швеції, має площу поверхні 156 км2 та максимальну глибину 134 метра. 
Споруджений у підземному виконанні машинний зал розташований поряд із греблею у правобережному гірському масиві. Він обладнаний трьома турбінами типу Френсіс загальною потужністю 114 МВт, які при напорі у 66 метрів забезпечують виробництво 420 млн кВт-год електроенергії на рік.
Відпрацьована вода через відвідний тунель довжиною 4,5 км повертається у річку на самому початку озера Liten.
Станцію ввели в експлуатацію у 1944 році. Протягом 1990-х здійснили відновлення генераторів гідроагрегатів №2 та №3, а у 2016-му власник станції компанія Fortum замовила капітальний ремонт гідроагрегату №1 (як турбіни, так і генератора) та інших споруд станції включно з тунелем. Очікується, що останні інвестиції дозволять подовжити термін роботи об’єкту ще на 50 років.